# Wolf-Meerkatze
Die Wolf-Meerkatze (Cercopithecus wolfi) ist eine Primatenart aus der Gattung der Meerkatzen (Cercopithecus) innerhalb der Familie der Meerkatzenverwandten (Cercopithecidae).

## Beschreibung
Wolfmeerkatzen zählen zu den buntesten Vertretern ihrer Gattung. Ihr Fell ist an der Oberseite dunkelgrau gefärbt, die Unterseite ist gelb oder weiß. Die Vorderbeine sind schwarz und die Hinterbeine rotbraun, auch der hintere Teil des Rumpfes kann rötlich gefärbt sein. Das Gesicht ist durch einen schwarzen Querstreifen von den Ohren zu den Augen geprägt und hat einen weißgrauen, manchmal auch rötlichen Backenbart. Mit rund 4,5 Kilogramm Durchschnittsgewicht sind die Männchen deutlich schwerer als die Weibchen mit 2,5 Kilogramm, die Kopfrumpflänge variiert von 35 bis 55 Zentimetern und der Schwanz kann bis zu 90 Zentimeter lang sein.

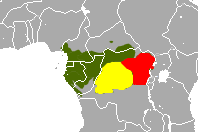
Verbreitungsgebiete von Wolf-Meerkatze (gelb), Kronenmeerkatze (grün) und Dent-Meerkatze (rot)

## Verbreitung und Lebensraum
Wolfmeerkatzen leben im zentralen Teil Afrikas, ihr Verbreitungsgebiet liegt in der Demokratischen Republik Kongo und umfasst das zentrale Kongobecken unterhalb des Kongobogens und stimmt weitgehend mit den Verbreitungsgebieten von Bonobo und Schopfmangabe überein. Ihr Lebensraum sind vorwiegend Sekundärwälder.

## Lebensweise
Wolf-Meerkatzen sind tagaktive Baumbewöhner, die sich meist in den höheren Schichten der Wälder aufhalten. Wie alle Meerkatzen leben sie in Haremsgruppen, das heißt ein Männchen mit mehreren Weibchen und dem Nachwuchs. Die Gruppengröße beträgt durchschnittlich zehn bis zwölf Tiere. Es sind territoriale Tiere, die ihr Revier gegen Artgenossen verteidigen. Manchmal vergesellschaften sie sich aber mit Rotschwanzmeerkatzen oder Stummelaffen.

## Nahrung
Diese Primaten sind vorwiegend Pflanzenfresser, die aber gelegentlich auch Insekten zu sich nehmen. Ihre Nahrung besteht vorwiegend aus Früchten, Blättern und Samen, manchmal verzehren sie auch Nektar.

## Fortpflanzung
Nach rund fünf- bis sechsmonatiger Tragzeit bringt das Weibchen meist ein einzelnes Jungtier zur Welt. Dieses wird rund ein Jahr lang gesäugt und erreicht mit zwei bis drei Jahren die Geschlechtsreife. Die Lebenserwartung ist nicht genau bekannt, bei nahe verwandten Arten beträgt sie rund 20 Jahre in freier Natur und bis zu 30 Jahren in menschlicher Obhut.

## Systematik
Die Wolf-Meerkatze wird innerhalb der Meerkatzen in die mona-Gruppe gerechnet, innerhalb derer die Artabgrenzungen umstritten sind. Die Bestände der Wolf-Meerkatze nördlich des Kongo-Flusses werden meist als Dent-Meerkatze als eigene Art betrachtet. 
Für die Wolf-Meerkatze werden folgende Unterarten unterschieden:
- Orangeschenkel-Wolf-Meerkatze (Cercopithecus wolfi ssp. wolfi)
- Grauschenkel-Wolf-Meerkatze (Cercopithecus wolfi ssp. elegans)
- Feuerbauch-Wolf-Meerkatze (Cercopithecus wolfi ssp. pyrogaster)

## Gefährdung
Die IUCN führt zwei der drei Unterarten, die Nominatform gilt dabei nicht als gefährdet, wohingegen die Grauschenkel-Wolf-Meerkatze (Cercopithecus wolfi ssp. elegans) als potenziell gefährdet eingestuft wird.